# Klubben (TV-serie)
Klubben är en svensk reality TV-serie från SVT som handlar om Stockholms nattklubbsliv sett utifrån ett gäng kända karaktärer kring nattklubben Fredsgatan 12.
I Klubben figurerar bland annat nattklubbsvärdarna Leonard Brunner, Miss Inga, Karin Winther och Alexandra Charles.